# Marathon 2: Durandal
Marathon 2: Durandal är ett science fiction förstapersonsskjutar-datorspel som släpptes av Bungie Software för Apple Macintosh år 1995. Det är det andra spelet i en trilogi och det enda av dem som även kom att släppas för Microsoft Windows 95.
Spelet portades också till Apples spelkonsol Pippin och släpptes tillsammans med det första Marathon under det gemensamma namnet Super Marathon. 2007 släpptes det under namnet Marathon Durandal för Xbox Live Arcade portat av Freeverse Software. Nytt i Xbox 360-versionen är bland annat förbättrad grafik och stöd för widescreen. 

## Handling
Marathon 2 utspelar sig 17 år efter det första spelet. Spelaren får veta att han blivit kidnappad av Durandal, en av de tre AI:na från det första spelet, och nu befinner sig på s'pht-hemplaneten Lh'owon. Här ska han, tillsammans med en grupp före detta kolonister, söka igenom de gamla ruinerna i jakten på något – ett vapen, ett stycke kunskap – som kan användas mot pfhoren. Pfhoren, som redan har avslöjat Durandals planer, har dock befunnit sig på plats sedan 15 år tillbaka.
Spelet består av 28 banor uppdelade i nio kapitel.
- Lh'owon – Spelaren undersöker några ruiner och hjälper Durandal att komma åt pfhorens datornätverk.
- Volunteers – Durandal misslyckas med en attack mot en pfhor-garnison och skickar därför spelaren att översvämma en av deras anläggningar med lava.
- Garrison – Spelaren infekterar pfhorens försvarsrobotar med ett datorvirus.
- Citadel – Spelaren skickas till det citadell där slutstriden mellan s'pht och pfhor en gång stod för att leta efter information om den försvunna elfte s'pht-klanen S'pht'Kr.
- Durandal – Pfhoren skadar Durandals rymdskepp och han tvingas nödlanda på Lh'owons måne Y'loa. Spelaren transporteras dit för att försvara skeppet men blir till slut tvungen att förstöra Durandals minneskretsar.
- Captured – Spelaren tillfångatas av pfhoren men räddas av en grupp människor ledda av Robert Blake.
- Blake – Under Robert Blakes ledning utför spelaren Durandals sista instruktioner att aktivera en Jjaro-AI kallad "Thoth". Samtidigt infiltreras den mänskliga basen av simulacrum, konstgjorda människor som egentligen är vandrande bomber och känns igen på sitt gula blod och att de pratar nonsens.
- Simulacrums – Spelaren tappar kontakt med Blake och hamnar under AI:n Thoths befäl.
- Spht'Kr – Durandal dyker upp igen i sällskap av den elfte S'pht-klanen och besegrar tillsammans med spelaren de sista pfhoren. I ett sista desperat drag aktiverar Pfhoren ett vapen som får Lh'owons sol att explodera i en supernova.

## Spelmotor
Spelet använder sig av en kraftigt uppdaterad version av den ursprungliga spelmotorn som bland annat erbjuder högre upplösning och färgdjup. Bakgrundsmusiken och de mestadels tysta korridorerna i det första spelet har ersatts av öppnare miljöer fulla av bakgrundsljud. Ett annat tillägg är vätskor som spelaren kan simma igenom, vissa av dessa skadliga såsom lava och "pfhor-slem".
1999, strax innan Bungie blev uppköpta av Microsoft, släppte man källkoden till Marathon 2: Durandal. Opensource-projektet döptes till Aleph One. 2004 släppte Bungie hela trilogin som freeware vilket gör den möjlig att ladda hem gratis från nätet.

## Kuriosa
- Bungies senare spel innehåller många referenser till och likheter med Marathon-serien. Speciellt den runda Marathon-loggan tenderar att återkomma.
- Minst två av Ambrosia Softwares spel innehåller Marathon-referenser: Escape Velocity och Ferazel's Wand.
- Marathon 2: Durandal förekommer flera gånger i den svenska filmen Beck – Spår i mörker. I filmen kallar man det dock för "Final Doom".